# Lepicolea rigida
Lepicolea rigida là một loài rêu tản trong họ Lepicoleaceae. Loài này được (De Not.) G.A.M. Scott miêu tả khoa học lần đầu tiên năm 1960.